# Alfonso Aparicio
Alfonso Aparicio Gutiérrez, futbolísticamente conocido como Aparicio (Santander, 14 de agosto de 1919 - Madrid, 1 de febrero de 1999) fue un futbolista internacional español. Jugaba como defensa y tras su retirada fue ocasionalmente entrenador y, durante mucho tiempo, Delegado de campo del Atlético de Madrid, club en el que desarrolló casi toda su carrera deportiva y en el que es el jugador que más títulos de Liga ha ganado.

## Biografía
Sus primeros años como futbolista tuvieron lugar en equipos de Cantabria: Daring, Magdalena y Juventud. Al finalizar la guerra civil española, en 1939 se incorpora al Atlético de Madrid, entonces denominado Atlético Aviación. En dicho club permanecería un total de doce temporadas, en las que consiguió alzarse cuatro veces con el título de campeón de Liga y dos con sendos títulos antecesores de la actual Supercopa: la Copa de Campeones de España y la Copa Eva Duarte.
Aparicio jugó un total de 259 partidos con el Atlético de Madrid, (213 en Liga y 46 en Copa), marcando cuatro goles (tres en Liga), siendo el jugador de la historia del club que más Ligas ha ganado.
Al finalizar la temporada 1951/52 fichó por el Boavista FC, equipo portugués en el que terminó su carrera deportiva como jugador y en el que llegó a estrenarse como entrenador, puesto que también desempeñó en el Rayo Vallecano, Atlético Baleares y Levante.
Tras regresar a Madrid, retornó al Atlético, ocupando hasta su jubilación el puesto de Delegado de Campo.

### Selección nacional
Aparicio debutó con la Selección española el 11 de marzo de 1945 en un partido amistoso disputado en Lisboa ante Portugal. Jugó un total de 8 encuentros con España (tres victorias, tres empates y dos derrotas), el último de ellos el 27 de marzo de 1949 en Madrid ante Italia.
La relación de partidos disputados por Aparicio con España es la siguiente:
| Fecha      | Competición | Estadio           | Ciudad            | Encuentro | Encuentro | Encuentro |
| ---------- | ----------- | ----------------- | ----------------- | --------- | --------- | --------- |
| 11/03/1945 | Amistoso    | Nacional de Jamor | Lisboa (Portugal) | Portugal  | 2:2       | España    |
| 06/05/1945 | Amistoso    | Riazor            | La Coruña         | España    | 4:2       | Portugal  |
| 23/06/1946 | Amistoso    | Metropolitano     | Madrid            | España    | 0:1       | Irlanda   |
| 21/03/1948 | Amistoso    | Chamartín         | Madrid            | España    | 2:0       | Portugal  |
| 30/05/1948 | Amistoso    | Montjuïc          | Barcelona         | España    | 2:1       | Irlanda   |
| 02/01/1949 | Amistoso    | Montjuïc          | Barcelona         | España    | 1:1       | Bélgica   |
| 20/03/1949 | Amistoso    | Nacional de Jamor | Lisboa (Portugal) | Portugal  | 1:1       | España    |
| 27/03/1949 | Amistoso    | Chamartín         | Madrid            | España    | 1:3       | Italia    |

## Títulos

### Competiciones nacionales
- 4 Ligas: 1939/40, 1940/41, 1949/50 y 1950/51 (Atlético de Madrid).
- 1 Copa de Campeones de España: 1940 (Atlético de Madrid).
- 1 Copa Presidente Federación Española de Fútbol: 1947 (Atlético de Madrid).
- 1 Copa Eva Duarte: 1951 (Atlético de Madrid).